# Canton des Abymes-1
Le Canton des Abymes-1 est une circonscription électorale française située dans le département et région de la Guadeloupe.

## Histoire
Le canton a été modifié par le décret no 85-131 du 29 janvier 1985 créant les cantons des Abymes-3 à 5.
À la suite du redécoupage cantonal de 2014, les limites territoriales du canton sont à nouveau remaniées par le décret n°2014-235 du 24 février 2014.

## Représentation

### Représentation avant 2015
| Période                                                 | Période          | Identité        | Étiquette             | Qualité |
| ------------------------------------------------------- | ---------------- | --------------- | --------------------- | --- |
| 1951                                                    | 1964             | Nicolas Ludger  | PCF                   | Contremaître dans la métallurgie, syndicaliste CGT, Les Abymes                                               |
| 1964                                                    | 1985             | Frédéric Jalton | SFIO puis DVG puis PS | Médecin généraliste Député (1973-1978 et 1981-1995) Député européen (1980-1981) Maire des Abymes (1967-1995) |
| 1985                                                    | 1998             | Rosan Fanhan    | PS                    | Médecin rhumatologue aux Abymes                                                                              |
| 1998                                                    | 2009 (démission) | Éric Jalton     | FGPS                  | Dentiste Député (2002-2017) Maire des Abymes depuis 2008                                                     |
| 2009                                                    | 2015             | Chantal Lérus   | FGPS                  | Attachée d'administration hospitalière                                                                       |
| Les données antérieures ne sont pas encore mentionnées. |                  |                 |                       | |

### Représentation depuis 2015
| Période élective | Période élective | Mandat | Mandat   | Identité               | Nuance | Nuance | Qualité |
| ---------------- | ---------------- | ------ | -------- | ---------------------- | ------ | ------ | --- |
| 2015             | 2021             | 2015   | 2021     | Chantal Lérus          |        | DVG    | Attachée d'administration hospitalière                                                                         |
| 2015             | 2021             | 2015   | 2021     | Rosan Rauzduel         |        | DVG    | Conseiller municipal des Abymes chargé de la rénovation urbaine                                                |
| 2021             | 2028             | 2021   | en cours | Francesca Faithful     |        | DVG    | Inspectrice de l'Éducation Nationale retraitée, conseillère municipale des Abymes                              |
| 2021             | 2028             | 2021   | en cours | Rosan Vincent Rauzduel |        | DVG    | Sociologue, Maitre de conférences à l'Université des Antilles, adjoint au maire des Abymes, conseiller sortant |

### Résultats détaillés

#### Élections de mars 2015
À l'issue du 1er tour des élections départementales de 2015, deux binômes sont en ballottage : Chantal Lérus et Rosan Rauzduel (DVG, 63,64 %) et Lise Azede et Paul Naprix (PS, 36,36 %). Le taux de participation est de 46,46 % (4 996 votants sur 10 753 inscrits) contre 44,45 % au niveau départemental et 50,17 % au niveau national.
Au second tour, Chantal Lérus et Rosan Rauzduel (DVG) sont élus avec 62,32 % des suffrages exprimés et un taux de participation de 47,52 % (2 783 voix pour 5 106 votants pour 10 746 inscrits).

#### Élections de juin 2021
Le premier tour des élections départementales de 2021 est marqué par un très faible taux de participation (33,26 % au niveau national). Dans le canton des Abymes-1, ce taux de participation est de 28,98 % (3 397 votants sur 11 721 inscrits) contre 30,59 % au niveau départemental. À l'issue de ce premier tour,  le binôme constitué de Francesca Faithful et Rosan Vincent Rauzduel (DVG) est élu avec 49,11 % des suffrages exprimés.
Le second tour des élections est marqué une nouvelle fois par une abstention massive équivalente au premier tour. Les taux de participation sont de 34,36 % au niveau national, 37,59 % dans le département et 28,98 % dans le canton des Abymes-1. Francesca Faithful et Rosan Vincent Rauzduel (DVG) sont élus avec 49,11 % des suffrages exprimés (1 463 voix pour 3 397 votants et 11 721 inscrits),,.

## Composition

### Composition de 1985 à 2015
Le canton comprend la portion de territoire de la commune des Abymes délimitée par la piste de l'aéroport du Raizet de la route nationale 5 à la mer, la mer de l'aéroport du Raizet à la commune de Morne-à-l'Eau, la limite de la commune des Abymes de la mer à la route nationale 5, l'axe des voies ci-après : route nationale 5 de la commune de Morne-à-l'Eau à la bretelle reliant la route nationale 5 à Bazin, bretelle reliant la route nationale 5 à Bazin jusqu'à Bazin, route de Desravinière jusqu'à la bretelle Bazin-Nérée, bretelle Bazin-Nérée jusqu'au chemin départemental 102, chemin départemental 102 jusqu'à la route nationale 5, route nationale 5 du chemin départemental 102 à la piste de l'aéroport du Raizet.

### Composition depuis 2015
| Nom                                | Code Insee | Intercommunalité  | Superficie (km2) | Population (dernière pop. légale)                | Densité (hab./km2) | Modifier                                    |
| ---------------------------------- | ---------- | ----------------- | ---------------- | ------------------------------------------------ | ------------------ | ------------------------------------------- |
| Les Abymes (bureau centralisateur) | 97101      | CA Cap Excellence | 81,25            | Fraction : 15 119 (2022) Commune : 51 760 (2022) | 637                | modifier les données · modifier les données |
| Canton des Abymes-1                | 97101      |                   |                  | 15 119 (2022)                                    |                    | modifier les données                        |

Le canton des Abymes-1 comprend la fraction de la commune des Abymes située à l'ouest d'une ligne définie par l'axe des voies et limites suivantes : depuis la limite territoriale de la commune de Morne-à-l'Eau, route de Palais-Royal, rue Frédéric-Jalton, rue Achille-René-Boisneuf, route nationale 5 (direction Sud-Ouest), avenue Caruel, avenue Patrick-Saint-Eloi jusqu'à la limite territoriale de la commune de Pointe-à-Pitre.

## Démographie
En 2022, le canton comptait 15 119 habitants, en évolution de −10,35 % par rapport à 2016 (Guadeloupe : −2,67 %, France hors Mayotte : +2,11 %).
| 2013   | 2018   | 2022   |
| ------ | ------ | ------ |
| 18 251 | 16 024 | 15 119 |